# 後宮職員令
後宮職員令（こうきゅうしきいんりょう）は、令の篇目の1つ。養老令では第3番目に位置しており、全18条からなる。大宝令では後宮官員令と称されていた。

## 概要
唐の『内外命婦職員令』に相当するもので、天皇の配偶者である妃・夫人・嬪の号名・定員・品位および、これに仕える内侍司・蔵司・書司・兵司など諸司（後宮十二司）の職員構成と定員・職掌を定めるほか、女官の朝参の際の行列の順序、乳母の支給、氏女・采女などの規定を収めたものである。妃は四品以上の身分で2人、夫人は三位以上で3人、嬪は五位以上で4人と規定されていた。妃は立后すると皇后であり、妃が一品から四品、すなわち皇女から選ばれるのは、皇后が皇女でなければならないことを予定していたことを示している。
諸司にはそれぞれ尚・典・掌。女孺・采女などから構成されていたが、内侍司以外は、はやくから衰退し始めていたようである。